# Nagroda EWwy
Nagroda EWwy (ang. EWwy Award, także jako Ewwy Award) – nagroda pryznawana przez „Entertainment Weekly” (EW) w celu uhonorowania aktorów i seriali nienominowanych do Primetime Emmy Award. Nazwa i slogan (We turn the Emmys upside down – „Odwracamy Emmy do góry nogami”) nawiązują do graficznego podobieństwa liter w „Ewwy” do pisowni „Emmy”. Statuetka nagrody przedstawia owcę.
Głosowanie przeprowadza się online i każdy może w nim uczestniczyć.

## Kategorie
Nagrodę przyznaje się w dziesięciu kategoriach:
- najlepszy serial dramatyczny
- najlepszy serial komediowy
- najlepszy aktor w serialu dramatycznym
- najlepszy aktor w serialu komediowym
- najlepsza aktorka w serialu dramatycznym
- najlepsza aktorka w serialu komediowym
- najlepszy aktor drugoplanowy w serialu komediowym
- najlepszy aktor drugoplanowy w serialu dramatycznym
- najlepsza aktorka drugoplanowa w serialu dramatycznym
- najlepsza aktorka drugoplanowa w serialu komediowym.

## Pierwsze rozdanie nagród EWwy (2008)
Zdobywcy statuetek pierwszego rozdania nagród zostali ogłoszeni 22 września 2008 roku.
| Kategoria                                             | Zwycięzca                                                                        | Nominowani |
| ----------------------------------------------------- | -------------------------------------------------------------------------------- | --- |
| Najlepszy serial dramatyczny                          | Kości (FOX)                                                                      | - Battlestar Galactica (Syfy) - Trzy na jednego (HBO) - Friday Night Lights (NBC) - Prawo ulicy (HBO) |

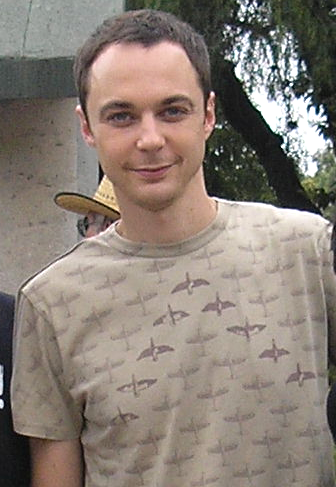
Jim Parsons, nominowany w kategorii najlepszy aktor w serialu komediowym za grę jako Sheldon Cooper

| Najlepszy serial komediowy                            | Flight of the Conchords (HBO)                                                    | - Teoria wielkiego podrywu (CBS) - Nowe przygody starej Christine (CBS) - Świry (USA) - Brzydula Betty (ABC) |
| Najlepszy aktor w serialu dramatycznym                | Jensen Ackles za grę jako Dean Winchester, Nie z tego świata (CW)                | - Kyle Chandler za grę jako Eric Taylor, Friday Night Lights (NBC) - Matthew Fox za grę jako Jack Shephard, Zagubieni (ABC) - Clarke Peters za grę jako Lester Freamon, Prawo ulicy (HBO) - William Petersen za grę jako Gil Grissom, CSI: Kryminalne zagadki Las Vegas (CBS)                |
| Najlepszy aktor w serialu komediowym                  | Stephen Colbert za grę jako Stephen Colbert, The Colbert Report (Comedy Central) | - David Duchovny za grę jako Hank Moody, Californication (Showtime) - Kelsey Grammer za grę jako Chuck Darling, Teraz ty! (FOX) - Jim Parsons za grę jako Sheldon Cooper, Teoria wielkiego podrywu (CBS) - Adam Scott za grę jako Henry Pollard, Melanż z muchą (Starz)                      |
| Najlepsza aktorka w serialu dramatycznym              | Maura Tierney za grę jako Abby Lockhart, Ostry dyżur (NBC)                       | - Connie Britton za grę jako Tami Taylor, Friday Night Lights (NBC) - Lena Headey za grę jako Sarah Connor, Terminator: Kroniki Sary Connor (FOX) - Mary McDonnell za grę jako Laura Roslin, Battlestar Galactica (Syfy) - Ellen Pompeo za grę jako Dr. Meredith Grey, Chirurdzy (ABC)       |
| Najlepsza aktorka w serialu komediowym                | Jenna Fischer za grę jako Pam Beesly, Biuro (NBC)                                | - Marcia Cross za grę jako Bree Van de Kamp, Gotowe na wszystko (ABC) - Dana Delany za grę jako Katherine Mayfair, Gotowe na wszystko (ABC) - Anna Friel za grę jako Chuck Charles, Gdzie pachną stokrotki (ABC) - Eva Longoria Parker za grę jako Gabrielle Solis, Gotowe na wszystko (ABC) |
| Najlepszy aktor drugoplanowy w serialu dramatycznym   | Henry Ian Cusick za grę jako Desmond Hume, Zagubieni (ABC)                       | - Michael Hogan za grę jako Saul Tigh, Battlestar Galactica (Syfy) - Robert Sean Leonard za grę jako Dr. James Wilson, Dr House (FOX) - Jake Weber za grę jako Joe Dubois, Medium (NBC) - Michael K. Williams za grę jako Omar Little, Prawo ulicy (HBO)                                     |
| Najlepszy aktor drugoplanowy w serialu komediowym     | Tracy Morgan za grę jako Tracy Jordan, Rockefeller Plaza 30 (NBC)                | - Paul Lieberstein za grę jako Toby Flenderson, Biuro (NBC) - Chi McBride za grę jako Emerson Cod, Gdzie pachną stokrotki (ABC) - Michael Urie za grę jako Marc St. James, Brzydula Betty (ABC) - Ray Wise za grę jako Diabeł, Żniwiarz (CW)                                                 |
| Najlepsza aktorka drugoplanowa w serialu dramatycznym | Kim Yoon-jin za grę jako Sun Kwon, Zagubieni (ABC)                               | - Jorja Fox za grę jako Sara Sidle, CSI: Kryminalne zagadki Las Vegas (CBS) - January Jones za grę jako Betty Draper, Mad Men (AMC) - Mia Wasikowska za grę jako Sophie, Terapia (HBO) - Natalie Zea za grę jako Karen Darling, Seks, kasa i kłopoty (ABC)                                   |
| Najlepsza aktorka drugoplanowa w serialu komediowym   | Angela Kinsey za grę jako Angela Martin, Biuro (NBC)                             | - Kaley Cuoco za grę jako Penny, Teoria wielkiego podrywu (CBS) - Jane Krakowski za grę jako Jenna Maroney, Rockefeller Plaza 30 (NBC) - Becki Newton za grę jako Amanda Tanen, Brzydula Betty (ABC) - Kristen Wiig za grę różnych postaci, Saturday Night Live (NBC)                        |

## Drugie rozdanie nagród EWwy (2009)
Nominacje do drugiego rozdania nagród ogłoszono 31 sierpnia 2009 roku. Zwycięzcy zostali poznani 14 września 2009 roku, sześć dni po rozdaniu nagród Emmy 2009.
| Kategoria                                             | Zwycięzca                                                                | Nominowani |
| ----------------------------------------------------- | ------------------------------------------------------------------------ | --- |
| Najlepszy serial dramatyczny                          | Czysta krew (HBO)                                                        | - Battlestar Galactica (Syfy) - Tożsamość szpiega (USA) - Friday Night Lights (NBC) - Wołanie o pomoc (FX) - The Shield: Świat glin (FX) |
| Najlepszy serial komediowy                            | Chuck (NBC)                                                              | - Teoria wielkiego podrywu (CBS) - Gdzie pachną stokrotki (CBS) - Świry (USA) - Korporacja według Teda (ABC) - U nas w Filadelfii (FX) |

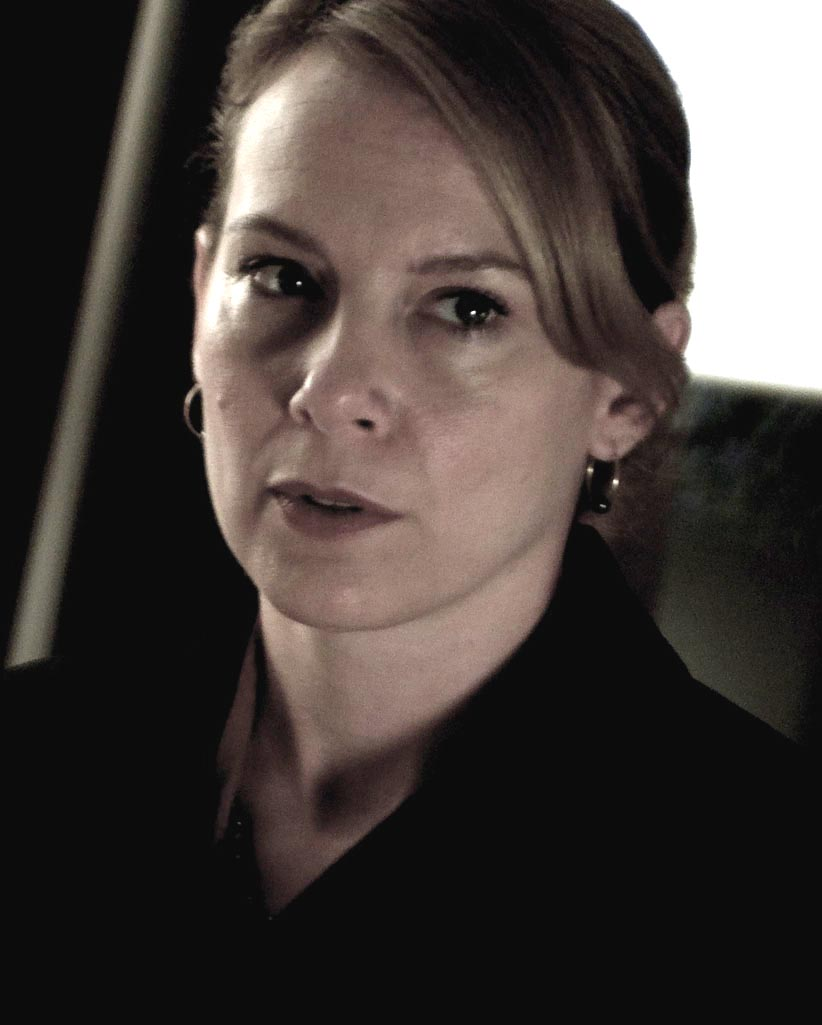
Amy Ryan, zdobywczyni statuetki w kategorii najlepsza aktorka drugoplanowa w serialu komediowym za grę jako Holly Flax

| Najlepszy aktor w serialu dramatycznym                | Josh Holloway za grę jako James „Sawyer” Ford, Zagubieni (ABC)           | - Kyle Chandler za grę jako Eric Taylor, Friday Night Lights (NBC) - William Petersen za grę jako Gil Grissom, CSI: Kryminalne zagadki Las Vegas (CBS) - Michael Chiklis za grę jako Vic Mackey, The Shield: Świat glin (FX) - Scott Grimes za grę jako dr Archie Morris, Ostry dyżur (NBC) - Denis Leary za grę jako Tommy Gavin, Wołanie o pomoc (FX)       |
| Najlepszy aktor w serialu komediowym                  | Zachary Levi za grę jako Chuck Bartowski, Chuck (NBC)                    | - Adam Scott za grę jako Henry Pollard, Melanż z muchą (Starz) - Kyle Bornheimer za grę jako Sam Briggs, Najgorszy tydzień (CBS) - Nathan Fillion za grę jako Richard Castle, Castle (ABC) - James Roday za grę jako Shawn Spencer, Świry (USA) - Patrick Warburton za grę jako Jeff Bingham, Sposób użycia (CBS)                                             |
| Najlepsza aktorka w serialu dramatycznym              | Emily Deschanel za grę jako Temperance Brennan, Kości (FOX)              | - Connie Britton za grę jako Tami Taylor, Friday Night Lights (NBC) - Mary McDonnell za grę jako Laura Roslin, Battlestar Galactica (Syfy) - January Jones za grę jako Betty Draper, Mad Men (AMC) - Regina King za grę jako Lydia Adams, Southland (NBC) - Leighton Meester za grę jako Blair Waldorf, Plotkara (CW)                                         |
| Najlepsza aktorka w serialu komediowym                | Kaley Cuoco za grę jako Penny, Teoria wielkiego podrywu (CBS)            | - Eva Longoria Parker za grę jako Gabrielle Solis, Gotowe na wszystko (ABC) - Portia de Rossi za grę jako Veronica Palmer, Korporacja według Teda (ABC) - Spencer Grammer za grę jako Casey Cartwright, Greek (ABC) - Billie Piper za grę jako Hannah Baxter, Sekretny dziennik call girl (ITV2) - Jordana Spiro za grę jako PJ Franklin, Moje chłopaki (TBS) |
| Najlepszy aktor drugoplanowy w serialu dramatycznym   | Nelsan Ellis za grę jako Lafayette Reynolds, Czysta krew (HBO)           | - Jake Weber za grę jako Joe Dubois, Medium (NBC) - Walton Goggins za grę jako Shane Vendrell, The Shield: Świat glin (FX) - Kevin McKidd za grę jako Owen Hunt, Chirurdzy (ABC) - John Noble za grę jako dr Walter Bishop, Fringe: Na granicy światów (FOX) - Matthew Rhys za grę jako Kevin Walker,Bracia i siostry (ABC)                                   |
| Najlepszy aktor drugoplanowy w serialu komediowym     | Jason Segel za grę jako Marshall Eriksen, Jak poznałem waszą matkę (CBS) | - Chi McBride za grę jako Emerson Cod, Gdzie pachną stokrotki (ABC) - Michael Urie za grę jako Marc St. James, Brzydula Betty (ABC) - Keir Gilchrist za grę jako Marshall Gregson, Wszystkie wcielenia Tary (Showtime) - Ed Helms za grę jako Andy Bernard, Biuro (NBC) - Hamish Linklater za grę jako Matthew Kimble, Nowe przygody starej Christine (CBS)   |
| Najlepsza aktorka drugoplanowa w serialu dramatycznym | Elizabeth Mitchell za grę jako Juliet Burke, Zagubieni (ABC)             | - Lisa Edelstein za grę jako Dr. Lisa Cuddy, Dr House (FOX) - Tricia Helfer za grę jako Numer 6, Battlestar Galactica (Syfy) - Cote de Pablo za grę jako Ziva David, Agenci NCIS (CBS) - Alison Pill za grę jako April, Terapia (HBO) - Chloë Sevigny za grę jako Nicolette Grant, Trzy na jednego (HBO)                                                      |
| Najlepsza aktorka drugoplanowa w serialu komediowym   | Amy Ryan za grę jako Holly Flax, Biuro (NBC)                             | - Becki Newton za grę jako Amanda Tanen, Brzydula Betty (ABC) - Judy Reyes za grę jako Carla Espinosa, Hoży doktorzy (ABC) - Kristen Schaal za grę jako Mel, Flight of the Conchords (HBO) - Nicollette Sheridan za grę jako Edie Britt, Gotowe na wszystko (ABC) - Wanda Sykes za grę jako Barb, Nowe przygody starej Christine (CBS)                        |

## Trzecie rozdanie nagród EWwwy (2010)
Nominacje ogłoszono 16 sierpnia 2010. Nagrody rozdano 28 sierpnia 2010 roku, dzień przed ogłoszeniem zwycięzców nagród Emmy 2009.
| Kategoria                                             | Zwycięzca                                                                | Nominowani |
| ----------------------------------------------------- | ------------------------------------------------------------------------ | --- |
| Najlepszy serial dramatyczny                          | Fringe (FOX)                                                             | - Friday Night Lights (DirecTV) - Justified: Bez przebaczenia (FX) - Men of a Certain Age (TNT) - Agenci NCIS (CBS) - Spartakus: Krew i piach (Starz) |
| Najlepszy serial komediowy                            | Teoria wielkiego podrywu (CBS)                                           | - Community (NBC) - Cougar Town: Miasto kocic (ABC) - U nas w Filadelfii (FX) - Parks and Recreation (NBC) - Brzydula Betty (ABC) |

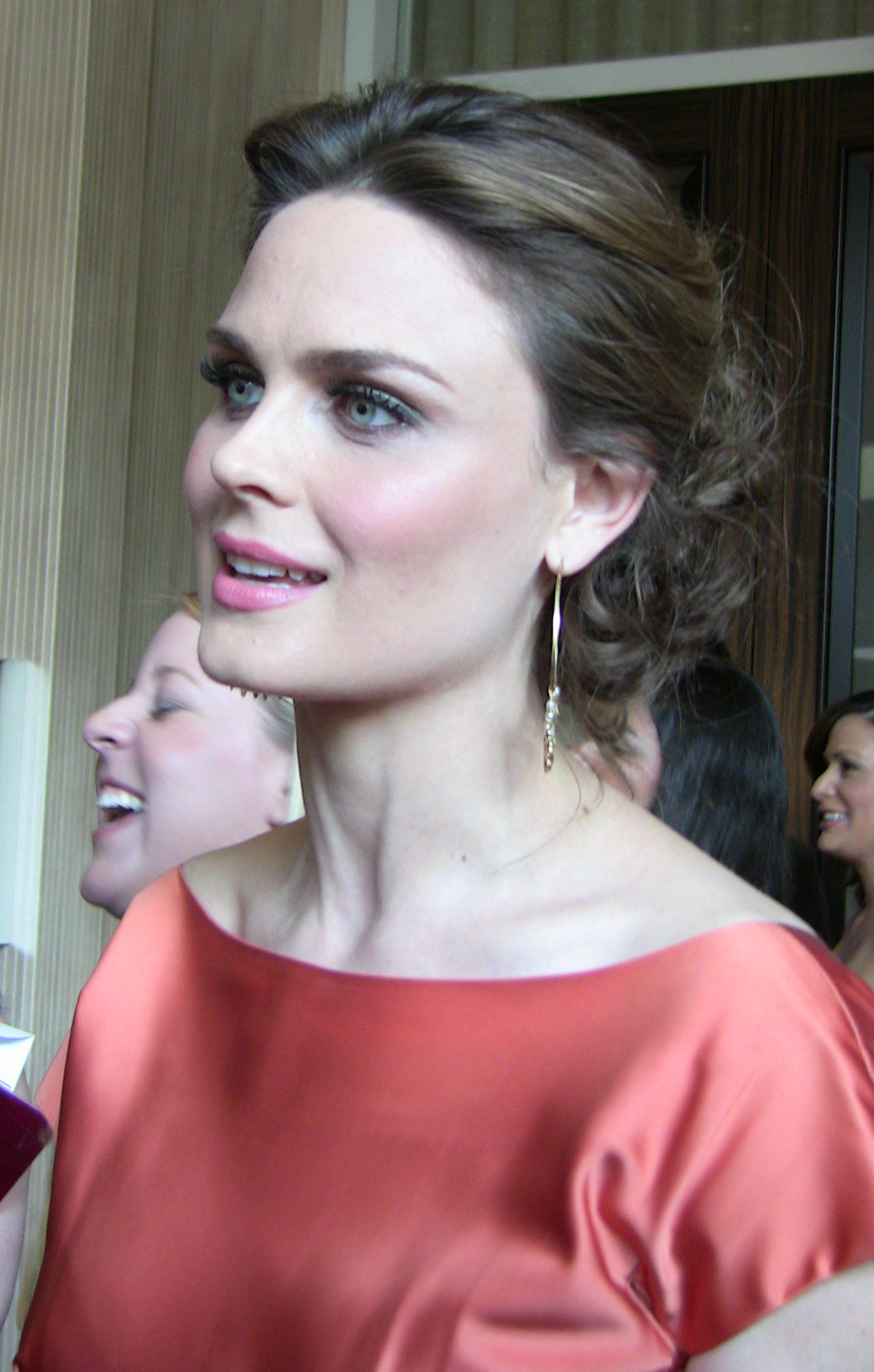
Emily Deschanel, zdobywczyni statuetki w kategorii najlepsza aktorka w serialu dramatycznym za grę jako Temperance Brennan

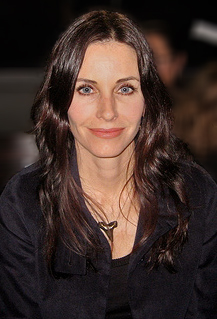
Courteney Cox, zdobywczyni statuetki w kategorii najlepsza aktorka w serialu komediowym za grę jako Jules Cobb

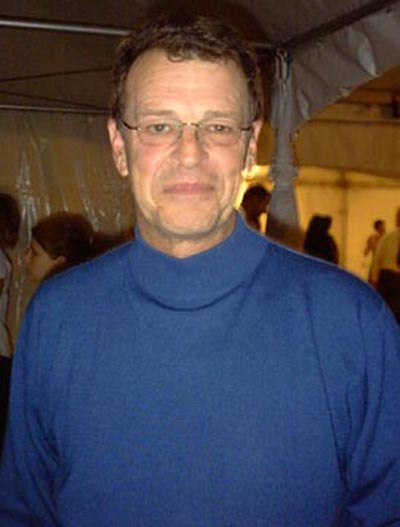
John Noble, zdobywca statuetki w kategorii najlepszy aktor drugoplanowy w serialu dramatycznym za grę jako dr Walter Bishop

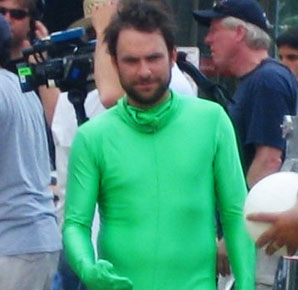
Charlie Day, zdobywca statuetki w kategorii najlepszy aktor drugoplanowy w serialu komediowym za grę jako Charlie Kelly

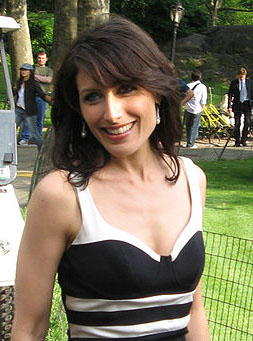
Lisa Edelstein, zdobywczyni statuetki w kategorii najlepsza aktorka drugoplanowa w serialu dramatycznym za grę jako Dr. Lisa Cuddy

| Najlepszy aktor w serialu dramatycznym                | Jensen Ackles za grę jako Dean Winchester, Nie z tego świata (CW)        | - Thomas Gibson za grę jako Aaron Hotchner, Zabójcze umysły (CBS) - Josh Holloway za grę jako James „Sawyer” Ford, Zagubieni (ABC) - Timothy Olyphant za grę jako Raylan Givens,Justified: Bez przebaczenia (FX) - Ian Somerhalder za grę jako Damon Salvatore, Pamiętniki wampirów (CW)                              |
| Najlepszy aktor w serialu komediowym                  | Ed O’Neill za grę jako Jay Pritchett, Współczesna rodzina (ABC)          | - John Corbett za grę jako Max Gregson, Wszystkie wcielenia Tary (Showtime) - Zachary Levi za grę jako Chuck Bartowski, Chuck (NBC) - Joel McHale za grę jako Jeff Winger, Community (NBC) - Adam Scott za grę jako Henry Pollard, Melanż z muchą (Starz)                                                             |
| Najlepsza aktorka w serialu dramatycznym              | Emily Deschanel za grę jako Temperance Brennan, Kości (FOX)              | - Regina King za grę jako Lydia Adams, Southland (NBC) - Khandi Alexander za grę jako LaDonna Batiste-Williams, Treme (HBO) - Anna Gunn za grę jako Skyler White, Breaking Bad (AMC) - Katey Sagal za grę jako Gemma Teller Morrow, Synowie Anarchii (FX)                                                             |
| Najlepsza aktorka w serialu komediowym                | Courteney Cox za grę jako Jules Cobb, Cougar Town: Miasto kocic (ABC)    | - Eva Longoria Parker za grę jako Gabrielle Solis, Gotowe na wszystko (ABC) - Portia de Rossi za grę jako Veronica Palmer, Korporacja według Teda (ABC) - Brooke Elliott za grę jako Jane Bingham / Deb Dobkins on Jej Szerokość Afrodyta (Lifetime) - Lizzy Caplan za grę jako Casey Klein on Melanż z muchą (Starz) |
| Najlepszy aktor drugoplanowy w serialu dramatycznym   | John Noble za grę jako dr Walter Bishop, Fringe (FOX)                    | - Nestor Carbonell za grę jako Richard Alpert, Zagubieni (ABC) - Giancarlo Esposito za grę jako Gus Fring, Breaking Bad (AMC) - Zach Gilford za grę jako Matt Saracen, Friday Night Lights (DirecTV) - Ryan Kwanten za grę jako Jason Stackhouse, Czysta krew (HBO)                                                   |
| Najlepszy aktor drugoplanowy w serialu komediowym     | Charlie Day za grę jako Charlie Kelly, U nas w Filadelfii (FX)           | - Kunal Nayyar za grę jako dr Rajesh Koothrappali, Teoria wielkiego podrywu (CBS) - Nick Offerman za grę jako Ron Swanson, Parks and Recreation (NBC) - Danny Pudi za grę jako Abed Nadir, Community (NBC) - Rico Rodriguez II za grę jako Manny Delgado, Współczesna rodzina (ABC)                                   |
| Najlepsza aktorka drugoplanowa w serialu dramatycznym | Lisa Edelstein za grę jako Dr. Lisa Cuddy, Dr House (FOX)                | - Jennifer Carpenter za grę jako Debra Morgan, Dexter (Showtime) - Katie Cassidy za grę jako Ella Simms, Melrose Place (CW) - Michelle Forbes za grę jako Maryann Forrester, Czysta krew (HBO) - Mae Whitman za grę jako Amber Holt, Parenthood (NBC)                                                                 |
| Najlepsza aktorka drugoplanowa w serialu komediowym   | Busy Philipps za grę jako Laurie Keller, Cougar Town: Miasto kocic (ABC) | - Ellie Kemper za grę jako Erin Hannon, Biuro (NBC) - Wanda Sykes za grę jako Barbara Baran, Nowe przygody starej Christine (CBS) - Merritt Wever za grę jako Zoey Barkow, Siostra Jackie (Showtime) - Vanessa Williams za grę jako Wilhelmina Slater, Brzydula Betty (ABC)                                           |